# 12 avril 1958
Le samedi 12 avril 1958 est le 102e jour de l'année 1958.

## Naissances
- Alain Bertrand (mort le 16 février 2014), écrivain belge francophone
- Benjamín González (mort le 6 juin 2011), athlète espagnol
- Bernard Fellay, prélat catholique
- François De Keersmaecker, avocat belge
- Ginka Zagorcheva, athlète bulgare
- Helmuth Gräff, artiste autrichien
- J. Alexander, mannequin, styliste et acteur américain
- José Gomes da Rocha (mort le 28 septembre 2016), politicien brésilien
- Karel Stromšík, joueur de football tchèque
- Klaus Tafelmeier, athlète allemand
- Lise Sarfati, photographe française travaillant aux USA
- Marie Seznec Martinez (morte le 12 novembre 2015), mannequin française
- Omar Palma, footballeur argentin
- Pierre-André de Chalendar, chef d'entreprise français
- Roland Dalhäuser, athlète suisse

## Décès
- Nicole Ladmiral (née le 16 janvier 1930), actrice française